# Simple Plan
Simple Plan est un groupe de pop punk canadien, originaire de Montréal, au Québec. Il est composé de quatre musiciens québécois, tous présents depuis sa création en 1999. Au total, le groupe compte six albums studio : No Pads, No Helmets...Just Balls (2002), Still Not Getting Any... (2004), Simple Plan (2008), Get Your Heart On! (2011), Taking One for the Team (2016), Harder Than It Looks (2022). Ils ont aussi produit un EP intitulé Get Your Heart On - The Second Coming! (2013), et deux albums live : Live in Japan 2002 (2003) et MTV Hard Rock Live (2005).
Simple Plan joue au Vans Warped Tour entre 1999 et 2005, et en 2011, 2013, et 2015,,. Le groupe joue aussi pendant la fermeture des Jeux olympiques d'hiver de 2010, et à la version australienne de l'émission The X Factor. En décembre 2012, le groupe joue au Mood Indigo, à Mumbai, en Inde,. Durant son existence, Simple Plan tournera avec des groupes tels que MxPx, Rancid, New Found Glory, The Offspring, Sum 41, Pennywise, et Man Overboard.
Simple Plan est un groupe international car le groupe a déjà joué en concert à Paris, à Melbourne, à Rio de Janeiro et à Tel Aviv.
En France, le groupe a déjà été invité à plusieurs reprises par la radio musicale NRJ et a été récompensé lors de la cérémonie NRJ Music Awards en direct de Cannes avec la chanteuse Marie-Mai Bouchard pour le duo Jet Lag.

## Biographie

### Origines et débuts (1999-2000)
C’est en 1993 que Pierre Bouvier et Chuck Comeau forment un groupe de punk rock local appelé Reset avec l'aide de Philippe Jolicœur à la guitare, et Jean-Sébastien Boileau à la basse. Cette première formation leur permet de se faire une place au sein de la scène canadienne et de partir en tournée avec des groupes tels que MxPx et Ten Foot Pole. Après la sortie d’un premier album en 1996, intitulé No Worries, Chuck Comeau décide de quitter le groupe afin de poursuivre des études à l’université où il rencontre Jeff Stinco et Sébastien Lefebvre qui jouent également dans des formations musicales.
Pendant ce temps, Reset sort son deuxième album intitulé No Limits. Lors d’un concert de Sugar Ray, Pierre Bouvier trouve Chuck Comeau et décide de quitter Reset pour rejouer avec son ami ainsi que Sébastien Lefebvre et Jeff Stinco. David Desrosiers prend alors la place de bassiste de Reset mais quitte le groupe très rapidement afin de rejoindre la formation de Bouvier et Comeau. C’est ainsi que naît le groupe Simple Plan dont le nom vient du film Un plan simple (A Simple Plan) que les membres du groupe avaient regardé alors que leur groupe n'avait pas encore de nom. En 2001, ils jouent au Vans Warped Tour.

### No Pads, No Helmets… Just Balls(2002-2003)
En novembre 2002 sort le premier album du groupe intitulé No Pads, No Helmets... Just Balls, avec notamment les singles I'm Just a Kid, I'd Do Anything, Addicted et Perfect. En plus de contenir des chansons bonus sur certaines versions de l’album, des artistes tels que Joel Madden (Good Charlotte) et Mark Hoppus (Blink 182, +44) collaborent aux morceaux I'd Do Anything et You Don't Mean Anything. Cette même année, le groupe joue plus de 300 concerts, dont une tournée à guichet fermé au Japon et arrive premier de l'Alternative New Artist Chart.
En 2003 ils s’imposent en tête d’affiche du Vans Warped Tour, et partent en tournée mondiale en première partie de la chanteuse canadienne Avril Lavigne. Depuis, le groupe s'est lié d'amitié avec la chanteuse. Ils jouent également en tant que première partie des groupes Green Day et Good Charlotte, aux États-Unis. Le groupe est récompensé d'un MuchMusic Video Award dans la catégorie de groupe canadien préféré en juin 2003. No Pads, No Helmets… Just Balls se vendra à plus de quatre millions d'exemplaires dans le monde, et est certifié disque de platine en Amérique du Nord.

### Still Not Getting Any...(2004-2007)

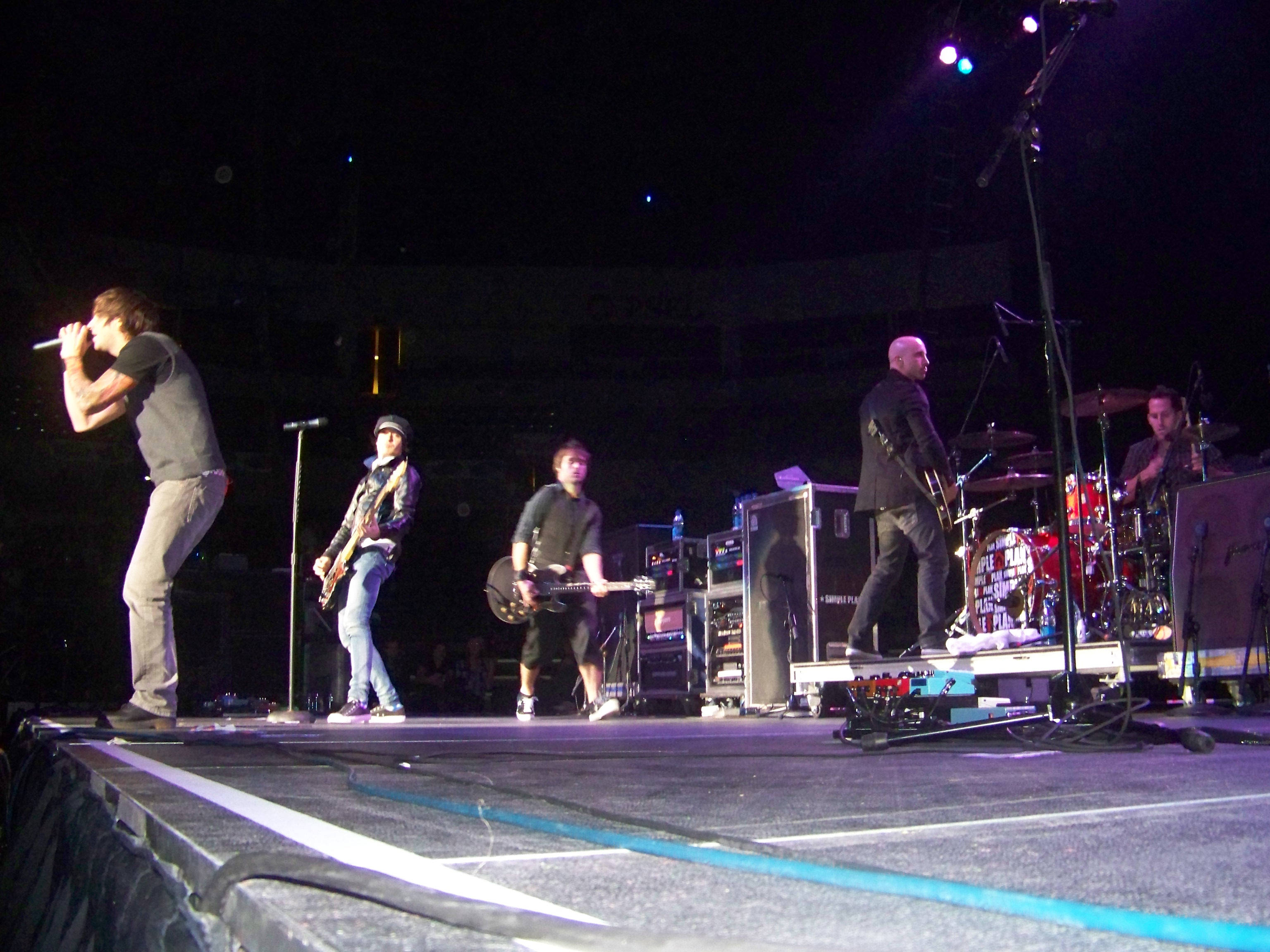
Simple Plan en concert à Trenton, en décembre 2007.

Le deuxième album du groupe, Still Not Getting Any... (disque d’or en France avec plus de 90 000 albums vendus) sort en 2004 et arbore des sonorités plus pop. Ainsi ils quittent leur style initial et se place au-devant de la scène internationale comme groupe de pop rock. Dans leurs textes, ils abordent des thèmes plus graves tels que les accidents de la route et utilisent leur notoriété pour transmettre un message qui leur tient à cœur. On peut alors définitivement affirmer que leur musique est plus mature mais reste fidèle aux soucis des adolescents qui forment la majeure partie des fans du groupe.
Toujours en 2004, Simple Plan apparait dans le 9e épisode de la saison 2 de la série d'animation américaine Quoi d'neuf Scooby-Doo ?. Avec ce dernier ainsi que Sammy, Vera, Daphné et Fred, ils affrontent un homme invisible qui en veut au groupe.
En 2005, Simple Plan sort son premier album Live intitulé MTV Hard Rock Live, également disponible en plusieurs versions. Après une tournée mondiale qui prend fin en février 2006, le groupe s’accorde du temps afin de travailler à son troisième album qui s'annonce comme un tournant pour la formation canadienne. Ils entrent alors en studio en juin 2007 à Los Angeles, puis décident de retourner à Montréal dans le même studio que pour leur précédent album. Afin de finaliser celui-ci, ils voyagent de Miami à Los Angeles pour finir à New York. Tout est enfin prêt en octobre 2007. Le premier single, When I'm Gone sort ce même mois et reçoit un accueil digne des espérances du groupe.

### Simple Plan(2008-2010)

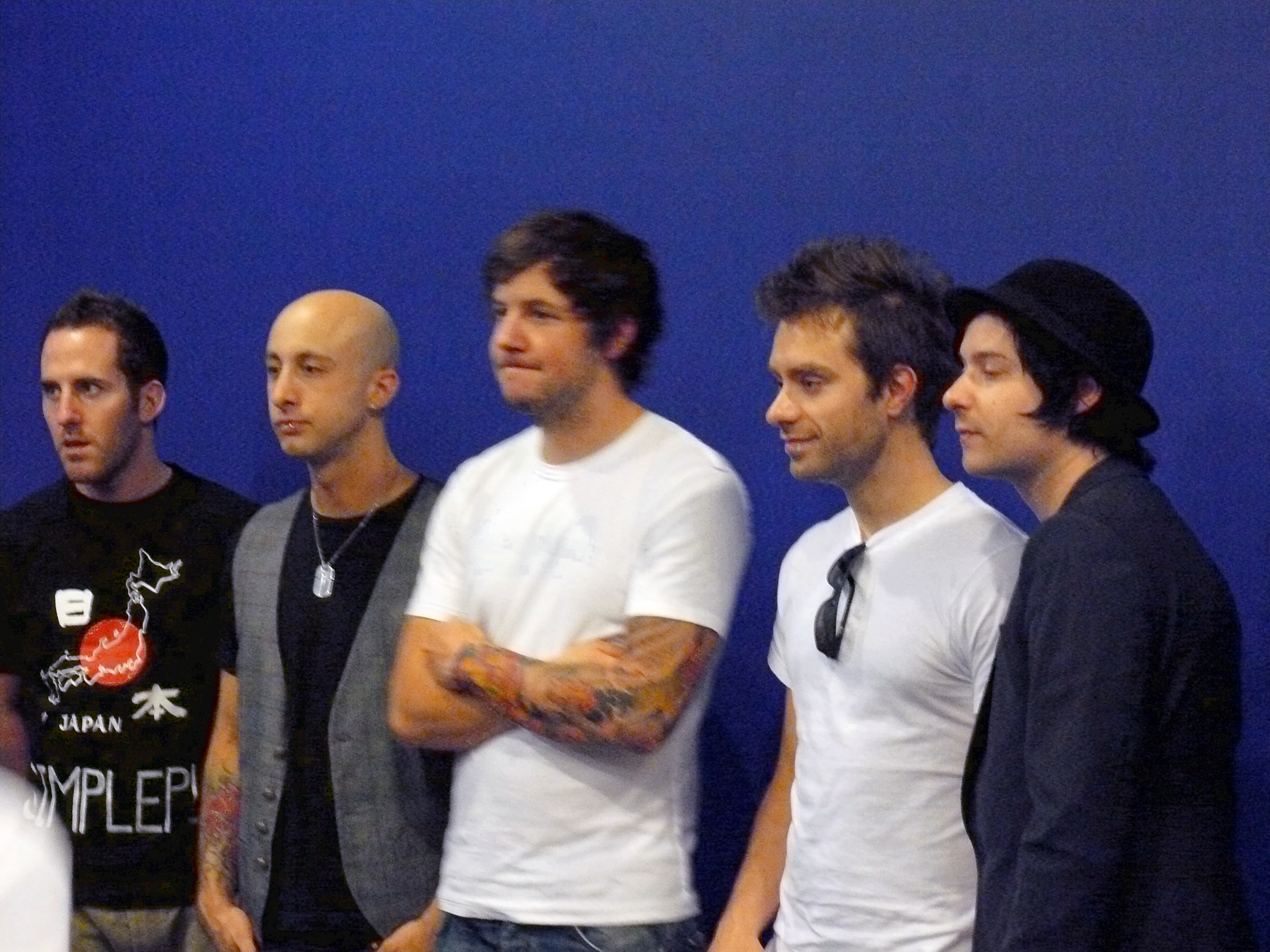
Simple Plan à Osaka, au Japon en 2009. De gauche à droite : Chuck Comeau, Jeff Stinco, Pierre Bouvier, Sébastien Lefebvre et David Desrosiers.

Ils annoncent alors la sortie pour février 2008 dans plus d'une dizaine de pays à travers le monde dont la France, le Japon, l'Allemagne, puis débutent une tournée promotionnelle mondiale avant de partir réellement en tournée pour leurs fans. Dès sa sortie, l'album Simple Plan se place dans le top 10 des ventes dans quasiment tous les pays, et reçoit le succès espéré. Une tournée européenne est prévue à partir de fin février 2008 avec une date à Paris le 24 avril au Bataclan, complet en à peine deux jours. Une tournée française se déroule ensuite à partir de novembre 2008. Simple Plan vend plus de sept millions d’albums dans le monde. Simple Plan reçoit un prix, en août 2008, à KARV, l'anti.gala diffusé sur VRAK.TV. La chanson Generation est utilisée en tant que chanson-sirène lorsque les Canadiens de Montréal marquent un but tout au long de la saison 2008-2009 de la Ligue nationale de hockey, au Centre Bell. La même année, ils reprendront aussi The Hockey Theme, le thème musical de la diffusion des matchs de hockey au Canada (sur CBC et RDS), version qui peut être entendue sur Youtube.
En 2010, Simple Plan fait une apparition à la cérémonie de fermeture des Jeux olympiques d'hiver de 2010 à Vancouver. La même année, le groupe fait un don de 10 000 dollars pour aider les victimes du séisme en Haïti. En mars 2011, ils donnent une nouvelle fois via sa fondation 10 000 dollars en aide aux victimes du séisme au Japon.
La chanson You Suck at Love est révélée par une prestation du groupe le 18 juin 2010 à Cleveland, dans le cadre du Bamboozle Roadshow. Deux démos de chansons sont diffusés sur Internet en fin d'année 2010. Il s'agit de Famous for Nothing et de Just Around the Corner. Cependant, le guitariste Jeff Stinco annonce que ces deux chansons ne feront pas partie du nouvel album.

### Get Your Heart On!(2011-2013)

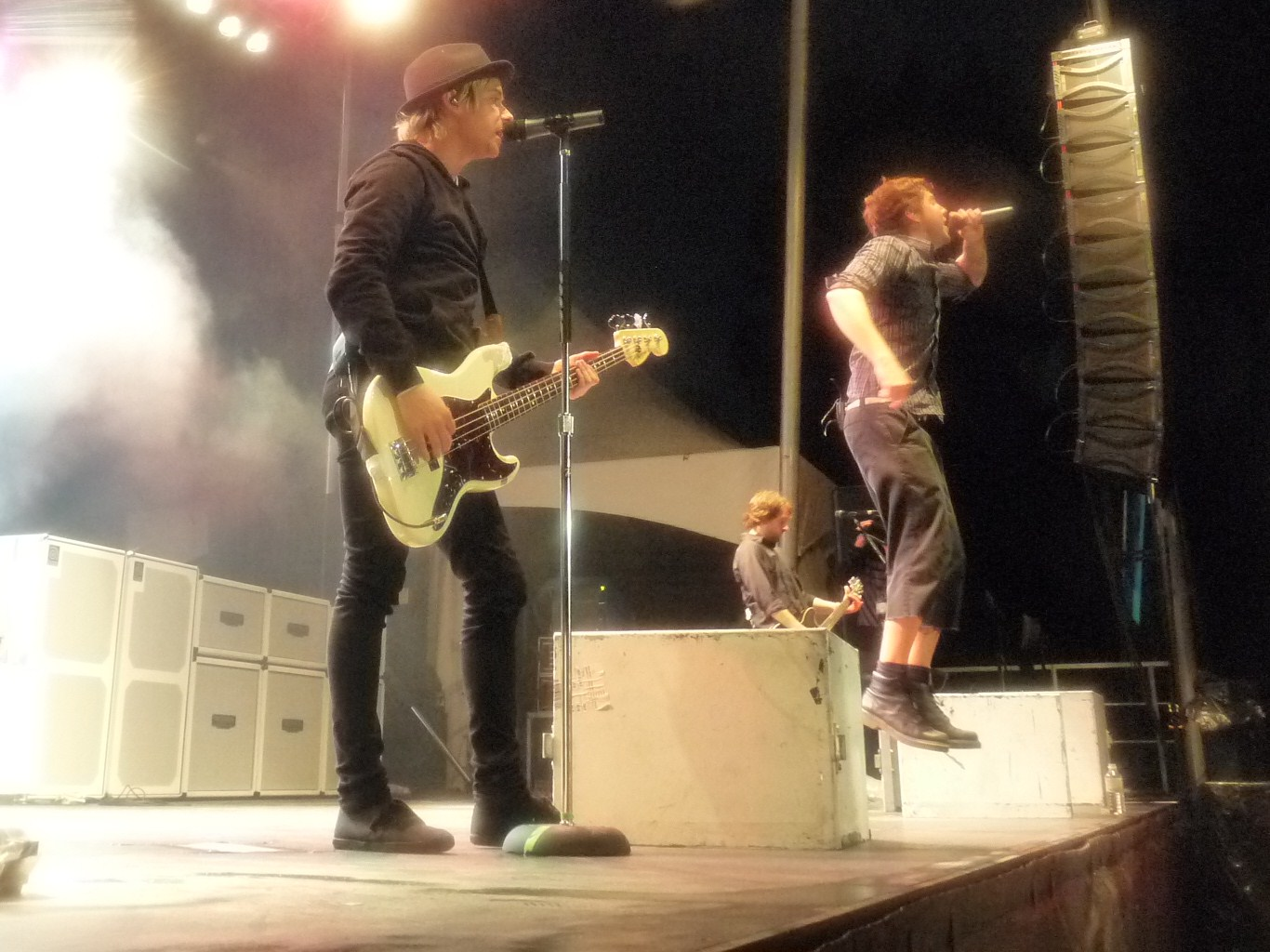
Manuel Saint-Pierre à Shawinigan-Sud, au Québec, le 20 juin 2009.

Au début de mars 2011, la date de sortie de leur quatrième album est annoncée par le groupe via YouTube lors d'un vlog. Ils viennent aussi de sortir le premier extrait de leur quatrième album intitulé Can't Keep My Hands Off You en duo avec Rivers Cuomo, le chanteur du groupe Weezer. Les membres de Simple Plan auraient annoncé sur la page Twitter du groupe[réf. nécessaire] que leur quatrième album était déjà en préparation et que celui-ci s'orienterait vers un style plus urbain. Aussi ils viennent de tourner deux videoclips, un pour la chanson Can't Keep My Hands Off You et l'autre, pour celle intitulée Astronaut. La chanson Can't Keep My Hands Off You va être utilisée dans le film Prom de Disney mettant en vedette l'actrice Aimee Teegarden. Le film est arrivé le 29 avril 2011 aux États-Unis. La chanson Last One Standing, issue de l'album Get Your Heart On!, est incluse dans la bande-son de NASCAR the Game: Inside Line
Sur Twitter, Sebastien annonce[réf. nécessaire] la version acoustique de Astronaut et de Loser of the Year (nommée dans un message sur le Twitter de Manuel Saint-Pierre, au début avril[réf. nécessaire]), une autre chanson qui figurera sur l'album. Pierre confirme sur son Twitter[réf. nécessaire] qu'il y aura quelques chansons bonus, en plus des versions acoustiques. Le 13 avril, sur le site officiel, une nouvelle annonce le tournage d'un troisième vidéoclip pour le nouvel album. La vidéo est tournée à Toronto et les fans sont invités à assister au tournage et peut-être à participer. La chanson s'appelle Jet Lag ; il y a deux versions, en français et en anglais. Le groupe écrit la chanson originale en anglais, l'a ensuite traduite et en a modifié un peu les paroles pour en faire une version française. La chanson Jet Lag, dont la première mondiale a été le 25 avril 2011, ce sera le premier extrait de l'album qui sortira, quant à lui, le 21 juin 2011 (20 juin pour la France et la Belgique). La version anglaise de la chanson est chantée en collaboration avec la chanteuse Natasha Bedingfield et la version française est chantée en duo avec la chanteuse Marie-Mai.
Lors d'un entretien, Pierre confirme[réf. nécessaire] que l'album comptera onze à douze chansons et qu'une version deluxe inclura quelques faces B. Le groupe annonce le 27 avril 2011 que leur quatrième album sera intitulé : Get Your Heart On!. Ils annoncent également de nouvelles collaborations sur l'album : outre Rivers Cuomo, Natasha Bedingfield et Marie-Mai, Alex Gaskarth du groupe All Time Low participe à la chanson Freaking Me Out, et K'naan à la chanson Summer Paradise. La version deluxe de l'album comporte seize chansons dont Jet lag avec Marie-Mai, Loser of the Year (version acoustique) et Never Should've Let You Go. Il y a également des clips pour les titres Jet Lag, Astronaut et Can't Keep My Hands off You. Le 29 avril 2011, le public peut prendre connaissance de la liste des chansons de l'album, liste que les membres de Simple Plan ont partagé sur leur site Internet (dans l'ordre chronologique). Cet album du groupe sort le 21 juin 2011. En raison de leur caractère « érotique et de mauvais goût », Can't Keep My Hands Off You, You Suck at Love, Loser of the Year et Freaking Me Out de Get Your Heart On! sont censurées en Chine. Sur le plateau de l'émission française Taratata, le 21 octobre 2011, ils affirment avoir écrit plus de 70 chansons entre les albums Simple Plan et Get Your Heart On!, pour en sélectionner finalement onze. Dans diverses interviews le groupe annonce un album/DVD live ainsi qu'un livre pour 2012 et une tournée mondiale qui débute aux États-Unis. En décembre 2011, une version chinoise de Jet Lag est réalisée avec la chanteuse Kelly Cha. Une autre version de Jet Lag en anglais est réalisée avec le groupe indonésien Kotak. Ce groupe est formé de deux filles et d'un garçon. Ils feront la première partie de Simple Plan lors de leurs deux concerts en Indonésie en janvier.

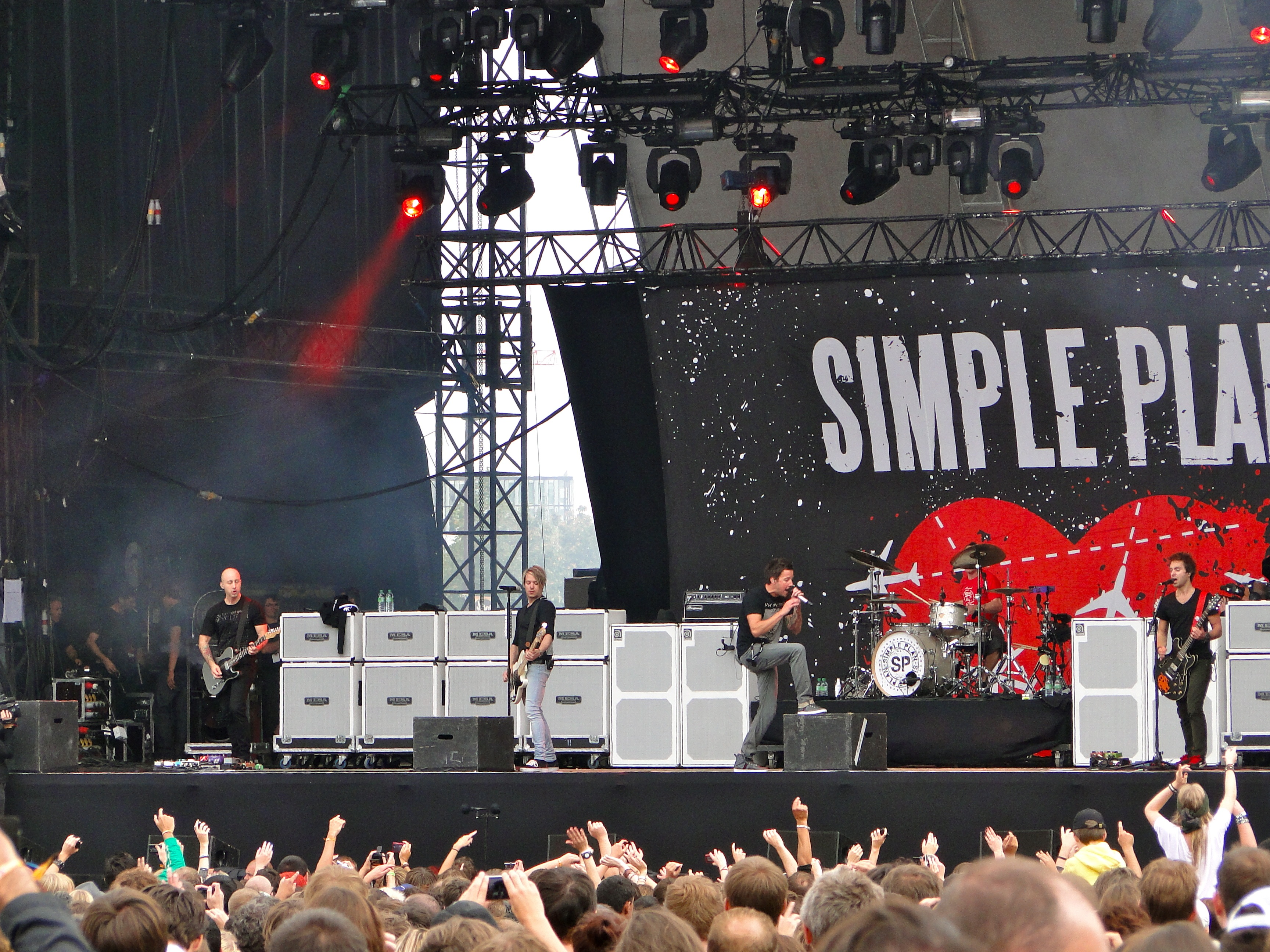
Simple Plan jouant à Paris, en 2011.

Le 28 janvier 2012, Simple Plan et Marie Mai remportent le NRJ Music Award du groupe/duo francophone de l'année. Le 17 février 2012, le groupe confirme une rumeur selon laquelle leur chanson Summer Paradise, jusqu'alors jouée en duo avec K'naan, connaîtra une nouvelle version, cette fois en duo avec le chanteur de hip-hop Sean Paul, en plus d'un clip officiel. Le 16 mars 2012, à l'occasion de leur concert au Zénith de Paris, Simple Plan annonçait que ce même concert était leur plus grand (concert) en Europe depuis les 10 années d'existence du groupe, avec un peu plus de 6 000 personnes présentes -la capacité du Zénith étant de 6 300 places. Le 19 mars 2012, le groupe annonce les 10 ans de la sortie de leur 1er album, No Pads, No Helmets... Just Balls, ce qui marque et célèbre les 10 ans du groupe. Le 31 mars 2012, le groupe reçoit le prix récompensant son œuvre humanitaire qui lui est remis au gala hors d’ondes des prix Juno. Une version de Summer Paradise en français est faite, celle-ci sera le prochain single de Simple Plan pour la France, a confirmé le batteur sur son Twitter. Le clip va reprendre les mêmes images que sa version anglaise à savoir des images clichées d'un groupe de jeunes cool qui trouvent l'amour à la plage, avec quelques images inédites. Une version sans featuring est aussi créée. Le single Summer Paradise est la 4e chanson la plus jouée en Europe. Le 8 novembre 2012, le groupe sort un livre de 300 pages en français et en anglais, ainsi qu'un EP, et un DVD au début de 2013. Le groupe part en tournée européenne à la fin 2012, mais aucune date n'est annoncée.
Le 13 janvier 2013, le groupe gagne le titre de la Personnalité de l'année 2012 La Presse - Radio-Canada pour son succès ainsi que son implication sociale et humanitaire. Vers la fin février-début mars 2013, le groupe se fait voler informatiquement deux nouveaux titres, voire plus peut-être. Toujours est il que les titres Try et Fire In My Heart se retrouvent sur la toile, via YouTube. De manière objective, les deux chansons adoptent une sonorité relativement pop, où les distorsions de guitares et basses ont moins leurs places. Le titre Try se distingue de par sa mélodie douce et quelque peu triste, alors que Fire In My Heart ressemble plus au titre Summer Paradise, c'est-à-dire, un air joyeux avec des paroles nostalgiques ou tristes. La guitare électrique n'est utilisée que pour réaliser des effets sonores nouveaux. Certaines sources évoquent la possibilité que ces deux titres fassent partie d'un potentiel EP qui pourrait voir le jour prochainement. Bien que toujours très soutenus par leurs fans, les réactions d'internautes vis-à-vis des deux titres restent toutefois mitigées. Le groupe n'a à ce jour toujours pas réagi vis-à-vis de ce vol de chansons.

### Taking One for the Team(2014-2017)

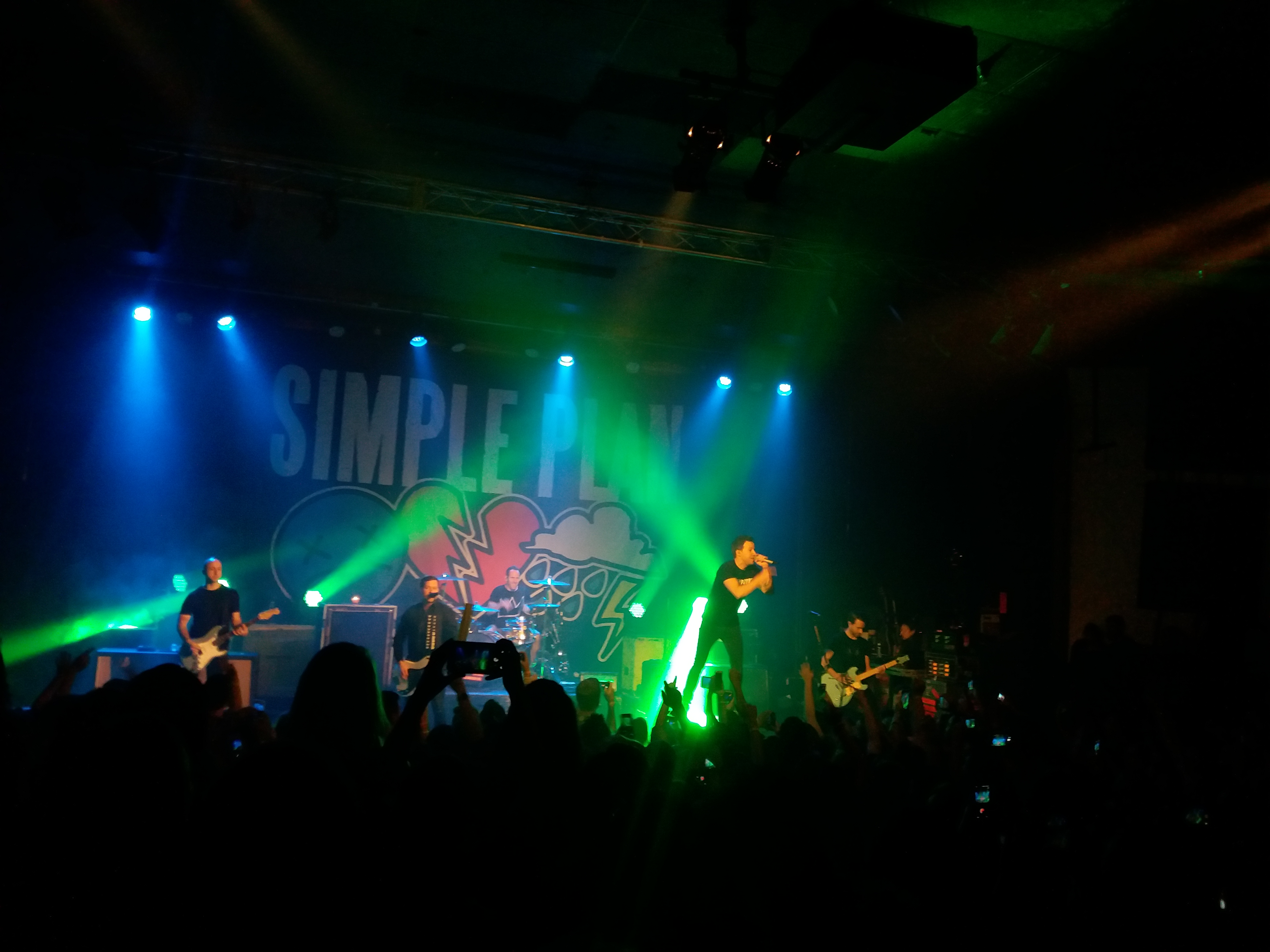
Simple Plan sur scène en 2017.

Le 15 novembre 2013, le groupe annonce la sortie de leur EP Get Your Heart On! - The Second Coming pour le 3 décembre ainsi que leur retour en studio pour commencer à travailler sur leur 5e album. Le 30 juillet 2014, dans une vidéo disponible sur leur chaîne YouTube, le groupe annonce avoir préparé une trentaine de chansons, mais qu'ils avaient encore besoin de temps pour finir de préparer le 5e album, annoncé pour le printemps 2015. La même année, Simple Plan joue au Vans Warped Tour pour la cinquième fois,,,.
Le 11 janvier 2015, le batteur Chuck Comeau annonce que lui et le chanteur Manuel Saint-Pierre ont écrit environ 65 chansons, mais qu'ils n'ont toujours pas trouvé de nom pour leur 5e album. Le 1er mars 2015, le groupe entre officiellement en studio pour enregistrer leur 5e album avec, comme producteur, Howard Benson (Skillet, Hoobastank, Apocalyptica, etc.). L'enregistrement devrait durer environ trois mois. En avril 2015, Simple Plan joue avec Andee à la FIFA Women's World Cup Trophy Tour de Toronto. Le 22 juin 2015, Simple Plan sort un premier extrait de leur nouvel album. La chanson s'intitule Saturday. Il est cependant confirmé par Chuck que cette chanson ne fera pas partie du nouvel album,,. Le 28 août 2015, le groupe dévoile le clip de Boom, officiellement le premier extrait de leur nouvel album. Le 19 septembre 2015, le groupe met en ligne le clip audio de I Don't Wanna Be Sad, autre extrait du nouvel album. Le 16 octobre 2015, le groupe dévoile son nouveau clip I Don't Wanna Go to Bed, nouvel extrait du cinquième album. Le 30 novembre 2015, le groupe annonce que le titre du nouvel album est Taking One for the Team et que sa sortie est prévue pour le 19 février 2016.
Le 5 février 2016, environ deux semaines avant la sortie de l'album, le groupe sort un nouvel extrait ainsi qu'un clip pour la chanson Opinion Overload L'album sort le 19 février 2016. Le 12 avril 2016, Simple Plan sort le clip de la chanson Singing in the Rain, le 2e single de l'album Taking One for the Team. En 2017, le groupe embarque pour une tournée spéciale 15e anniversaire de son premier album, No Pads, No Helmet... Just Balls. En mars 2017, une pétition circule sur Internet pour un générique de Quoi d'neuf Scooby-Doo ? joué par Simple Plan.

### Harder Than It Lookset départ de David Desrosiers (depuis 2017)
De mai 2017 à juin 2019, David Desrosiers avait interrompu sa tournée avec Simple Plan, alors qu'il était à la maison en train de se remettre d'une dépression majeure. Pendant ce temps, leur photographe, Chady Awad, jouait de la basse avec le groupe en tant que musicien de tournée depuis plus de deux ans, tandis que Pierre Bouvier et Sébastien Lefebvre se partageaient les parties vocales de David Desrosiers. C'est la deuxième fois que Desrosiers est absent du groupe; la première fois, c'était en décembre 2008, lorsque Sébastien Lefebvre avait pris temporairement le rôle de bassiste pendant 2 semaines lors de concerts.
En septembre 2017, interviewé par l'Université Purdue, Jeff Stinco a révélé que le groupe commencerait à travailler sur son nouvel album au début de 2018.
Le 5 septembre 2018, Music In Minnesota a rapporté que les membres de Simple Plan ont passé une journée à Owatonna dans le Minnesota, pour apparaître dans les scènes d'une comédie musicale punk rock intitulée Summertime Dropouts. Le long-métrage devrait sortir à l'automne 2019.
Simple Plan a enregistré une chanson intitulée Bigger, qui est sortie sur la bande originale du film La course des Tuques le 16 novembre 2018.
Le 8 juin 2019, le groupe a retrouvé David Desrosiers à Cleveland, Ohio, marquant son retour officiel dans le groupe.
En octobre 2019, Simple Plan sort une chanson en collaboration avec les groupes State Champs et We the Kings intitulée Where I Belong; les trois groupes ayant récemment effectué une tournée ensemble.
Le 10 juillet 2020, une annonce officielle du groupe indique que David Desrosiers quitte pour la troisième fois Simple Plan après avoir été accusé d'inconduite sexuelle sur les réseaux sociaux. Leur bassiste de tournée Chady Awad a également quitté le groupe pour des allégations sexuelles cinq jours plus tard. Le 16 octobre 2020, le groupe annonce sur sa page Instagram que de nouvelles mesures vont être appliquées lors des prochains concerts. Par ailleurs, les photos et publications du groupe confirment l'absence de David Desrosiers mais aucune information n'indique si ce retrait est permanent ou non.
Le 22 juillet, le groupe postent une version réenregistré de leur titre What's New, Scooby-Doo?.
Le 22 octobre 2021, le groupe publie sur les réseaux sociaux que quelque chose de nouveau sortira le 5 novembre 2021, sans toutefois préciser si c'est un nouvel album ou un nouveau single. Le 25 octobre 2021, le groupe précise que ce qui sortira le 5 novembre 2021 est un nouveau single, intitulé The Antidote.
Le 18 février 2022, le groupe sort une nouvelle chanson intitulée Ruin my Life. Deryck Whibley, le leader du groupe Punk métal Sum 41, chante également sur cette chanson.
Le 16 mars 2022, le groupe annonce la sortie de leur sixième album studio pour le 6 mai 2022. Cet album s'intitule Harder Than It Looks et paraitra le 6 mai 2022. Le lendemain, le groupe sort le troisième single du nouvel album, Congratulations. Le 1er avril 2022, le groupe sort le quatrième single, Wake Me Up (When This Nightmare's Over). Son clip vidéo paraît le 20 avril 2022, et montre son soutien pour les civils ukrainiens concernant la guerre russo-ukrainienne.
Dans une interview pour Le Journal de Montréal, le batteur Chuck Comeau précise que leur ancien bassiste, David Desrosiers, a enregistré toutes les parties basses quand l'album était terminé. Il indique que le bassiste sera crédité pour l'album.

## Membres
- Pierre Bouvier (chanteur) - chant, guitare, piano (depuis 1999), basse (1999-2000, 2017-2019, depuis 2020)
- Sébastien Lefebvre - guitare rythmique, chœurs (depuis 1999)
- Jeff Stinco - guitare solo (depuis 1999)
- Chuck Comeau - batterie (depuis 1999)

## Ancien membre
- David Desrosiers - basse, chœurs, chant (2000-2017 ; 2019-2020)

## Discographie

### Singles
- 2001 : I'm Just a Kid
- 2002 : I'd Do Anything
- 2002 : Addicted
- 2002 : The Worst Day Ever
- 2002 : You Don't Mean Anything
- 2003 : Perfect
- 2004 : Me Against The World
- 2004 : Jump
- 2004 : Thank You
- 2004 : Welcome to My Life
- 2004 : Shut Up!
- 2005 : Untitled (How Could This Happen To Me?)
- 2005 : Perfect World
- 2005 : Crazy
- 2005 : Promise
- 2006 : Don't wanna think about you
- 2007 : When I'm Gone
- 2008 : Your Love Is A Lie
- 2008 : Save You
- 2011 : Can't Keep My Hands Off You (single promotionnel)
- 2011 : Jet Lag  (feat. Natasha Bedingfield)
- 2011 : Jet-Lag (feat. Marie-Mai)
- 2011 : Astronaut
- 2011 : Summer Paradise (en Australie - feat. K'naan)
- 2011 : Jet-Lag feat. Kelly Cha (single promotionnel pour la Chine)
- 2012 : Summer Paradise (feat. Sean Paul)
- 2013 : Summer Paradise (feat. taka from One ok rock)
- 2013 : Summer Paradise (feat. MKTO (en))
- 2015 : Boom
- 2015 : I Don't Wanna Go to Bed (feat. Nelly) (certifié disque d'or par Music Canada)
- 2016 : Opinion Overload
- 2016 : Singing in the Rain (feat. Rock City)
- 2016 : Perfectly Perfect
- 2019 : Where I Belong (with State Champs and We The Kings)
- 2021 : The Antidote
- 2022 : Ruin My Life (feat. Deryck Whibley)
- 2022 : Congratulations
- 2022 : Wake Me Up (When This Nightmare's Over)

### Autres
- 2003 : A big Package for You : (Crash and Burn, One Day (live), I'd Do Anything (live))

### DVD
- 2003 : A Big Package For You
- 2004 : Still Not Getting Any... Side II (Dual Disc version)
- 2005 : MTV Hard Rock Live
- 2008 : Simple Plan Disc CD II
- 2011 : Get Your Heart On
- 2013 : Simple Plan Live in Australia

### Morceaux utilisés
- Maybe It's Me — I'd Do Anything (2002)
- Scooby-Doo — Grow Up (2002)
- Quoi d'neuf Scooby-Doo ? — Scooby-Doo Theme Song (2002)
- Clockstoppers — The Worst Day Ever (2002)
- The New Guy — I'm Just A Kid (2002)
- The Hot Chick — I'd Do Anything (2002)
- Cheaper by the Dozen — I'm Just a Kid (2003)
- Grind — I'm Just a Kid (2003)
- École paternelle — Surrender (2003)
- The Real Cancun — Grow Up (2003)
- Freaky Friday : Dans la peau de ma mère — Happy Together (2003)
- Scooby-Doo 2 : Les monstres se déchaînent — Don't Wanna Think about You (2004)
- New York Minute — Vacation (2004)
- Confessions of a Teenage Drama Queen — Perfect (acoustic version) (2004)
- Charmed — Me Against the World (2005)
- Smallville — Welcome to My Life, Untitled, When I'm With You (2005)
- Les Quatre fantastiques — Surrender (2005)
- Bad News Bears — Promise (2005)
- The Perfect Score — Crash and Burn (2004)
- Roméo et Juliette (QC) — Welcome to My Life (2006)
- Jeunes sans surveillance — My Christmas List (2006)
- Publicité Citroën C3 — Welcome to My Life (2005/2006)
- Malcolm - Shut Up!
- New York Minute - Vacation
- Animax (LaMB) - I Can Wait Forever (2008/2009)
- Treize à la douzaine  - I'm Just a Kid (2004)
- Ma prof est une bombe - Jump
- American Pie - Time to Say Goodbye (2006)
- Prom - Can't Keep My Hands Off You (feat. Rivers Cuomo) (2011)
- Mommy - Welcome To My Life (2014)
- Snow Time (La Guerre des Tuques 3D) - The Heroes
- Race time (La course des tuques 3D) - Bigger